# Вернер Бергенгрюн
Вернер Бергенгрюн (на немски: Werner Bergengruen) (с цяло име Werner Max Oskar Paul Bergengruen) е немско-балтийски писател, автор на романи, разкази, есета, стихотворения и пътеписи.

## Биография
Вернер Бергенгрюн е роден през 1892 г. в град Рига, който по това време принадлежи на Руската империя, губерния Ливония. Израства в Любек, където учи в гимназия. През 1911 г. следва теология в Марбург. По-късно преминава към германистика и история на изкуството, но не успява да завърши.
Премества се в Мюнхен. По време на Първата световна война служи като лейтенант и през 1919 г. се присъединява към „балтийското опълчение“ за борба с болшевиките.
През 1923 г. Бергенгрюн започва да пише романи и разкази и през 1927 г. решава да стане писател на свободна практика. Докато по-ранните му творби са със съзерцателен характер и размишляват върху метафизични и религиозни проблеми, нашествоето на нацизма го подтиква да създава политически произведения.
Най-успешният му роман „Великият тиранин и съдът“ („Der Großtyrann und das Gericht“), публикуван през 1935 г., изобразява епохата на Ренесанса, но често се разглежда като ясна алегория за политическата ситуация в Германия.
През 1936 г. Бергенгрюн преминава към Католическата църква. През 1937 г. е изключен от гьобелсовата имперска книжовна камара като негоден да допринася за немската култура
През 1942 г. къщата му в Мюнхен е унищожена от бомбардировките и Бергенгрюн се премества в курорта Ахенкирх в Тирол.
След Втората световна война живее в Швейцария, Рим и накрая в Баден-Баден, където умира през 1964 г.

## Награди и отличия
- 1951: „Награда Вилхелм Раабе“
- 1957: „Голям Федерален орден за заслуги“
- 1958: Почетен доктор на Мюнхенския университет
- 1958: Кавалер на ордена Pour le Mérite
- 1962: „Възпоменателна награда Шилер“
- 1972: Benennung der Bergengruenstraße in Berlin-Zehlendorf aus Anlass des 80. Geburtstags
- 2002: Ehrentafel in der Sandstraße (Smilšu iela) in Riga, angebracht durch Domus Rigensis
- 2009: Stiftung des Werner-Bergengruen-Preises durch die Uelzener Werner-Bergengruen-Gesellschaft